# Probenstecher

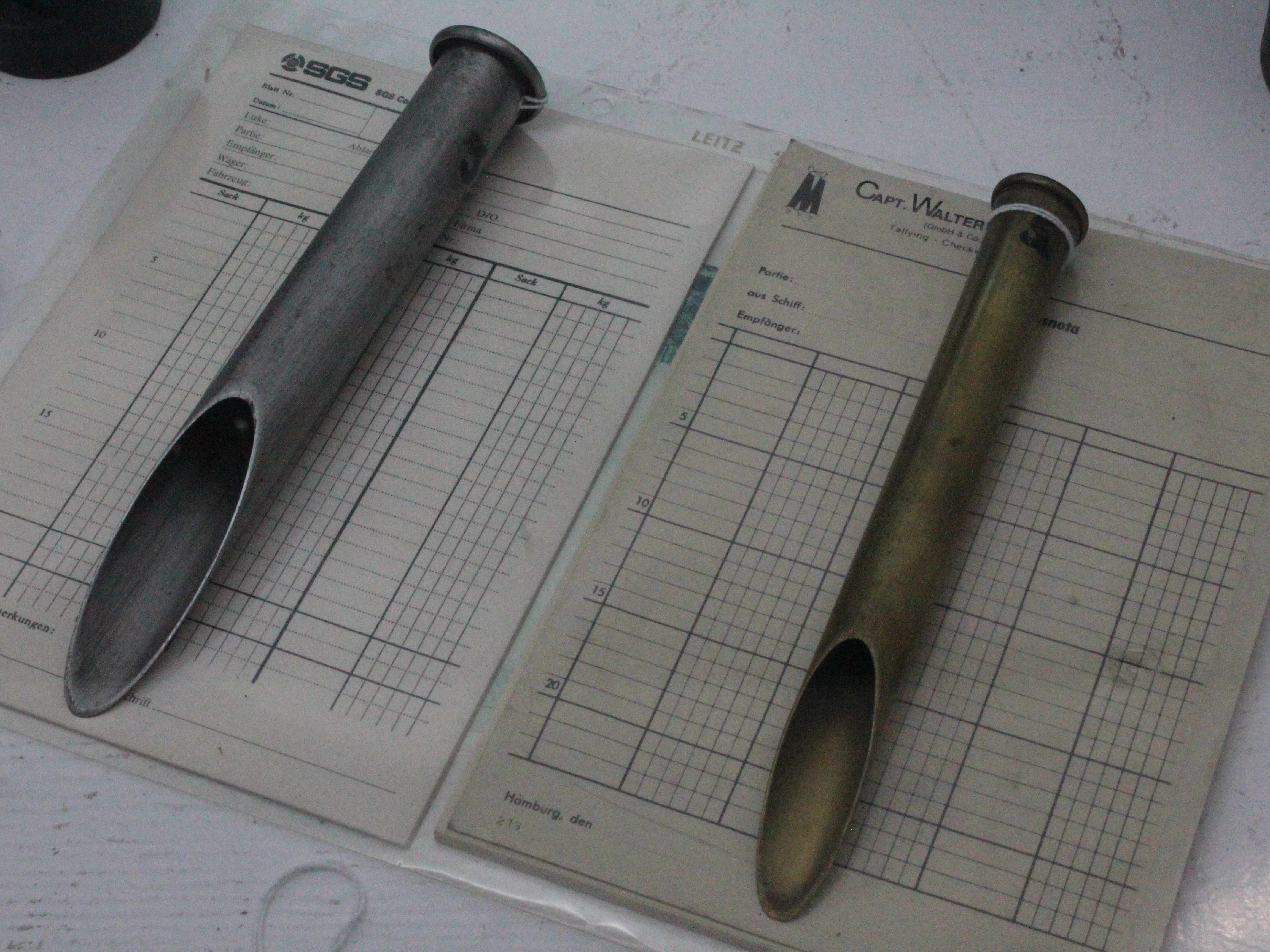
Probenstecher im Deutschen Hafenmuseum in Hamburg

Probenstecher, auch Probenzieher oder Probennehmer genannt, sind Gerätschaften, um aus Lieferungen von (meist körnigem) Schüttgut (Getreide, Zucker, Kakao, Bohnen, Nüsse, Reis, Kaffee etc.) Proben zur Bemusterung entnehmen zu können. Es gibt verschiedene Ausführungen, je nach Anwendungsgebiet:
1. Sackstecher: ist ein beidseitig offenes Rohr mit einer Länge von 20 bis 50 cm und einem Durchmesser von 5 bis 30 mm. Ein Ende ist schräg in einem Winkel von zirka 20° geschnitten. Der Sackstecher dient dem Seegüterkontrolleur zur Entnahme von Warenproben aus Säcken.  Durchmesser und Länge des Werkzeuges richten sich der Art der Probe. Der Probenstecher wird möglichst zwischen die Maschen des Sacks eingestochen, um die Beschädigung gering zu halten. Die zu entnehmende Probe rinnt aus dem Stecher in ein bereitgehaltenes Gefäß oder in die Hand. Nach der Probenentnahme wird das bestehende Loch mit Packnadel und grobem Garn verschlossen.[1]
2. Mechanischer Probenstecher: besteht aus zwei ineinander geschobenen Rohren mit einzelnen Kammern mit Öffnungen. Die beiden Rohre können gegeneinander verdreht werden, um die Öffnungen zu verschließen. Der mechanische Probenstecher findet Anwendung in Lagerhallen, Schüttböden, LKWs, Bahnwaggons usw. Er dient zur Beprobung von Pellets, Getreide und anderen Körnerfrüchten. Zur Probeentnahme wird der geschlossene Stecher in das Material eingestochen und dann mittels Drehung des Innenrohrs geöffnet. Nach Befüllung, aber noch vor dem Herausziehen, wird der Probenstecher wieder verschlossen und dann herausgezogen. Dadurch wird gewährleistet, dass sich verschiedene Schichten vor der Analyse nicht vermischen. So können manuell Proben aus bis zu 2 m Tiefe gezogen werden.[2]